# La Regenta (pel·lícula)
La Regenta és una pel·lícula espanyola de 1974 dirigida per Gonzalo Suárez. Es tracta d'una adaptació cinematogràfica de la novel·la homònima de Leopoldo Alas «Clarín». Un retrat de la societat de Vetusta (capital de província, molt identificable amb Oviedo) en l'últim terç del segle xix.

## Argument
Ana Ozores es casa amb l'antic Regent de l'Audiència de Vetusta, Víctor Quintanar, home bondadós però maniàtic i molt major que ella. Veient-se sentimentalment abandonada, Ana comença a ser cortejada pel donjuán provincià Álvaro Mesía. El canonge magistral Sr. Fermín de Pas (el seu confessor) s'aboca des del campanari de la catedral com un ocell de rampinya assetjant.

## Fitxa artística

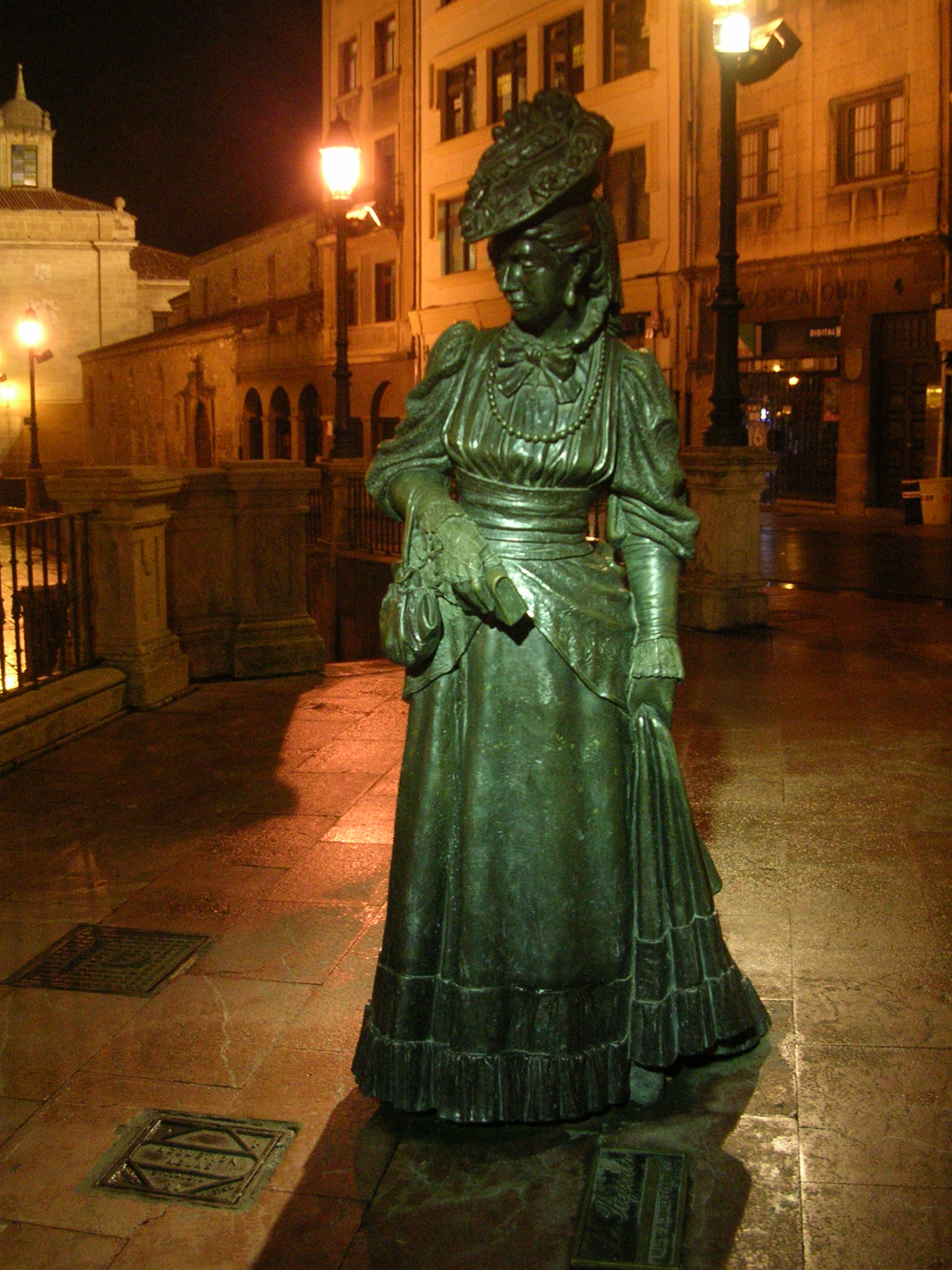
Escultura dedicada a «La Regenta» en la Plaça de la Catedral d'Oviedo.

| Personatge              | Intèrpret             |
| ----------------------- | --------------------- |
| Ana Ozores              | Emma Penella          |
| Fermín de Pas           | Keith Baxter          |
| Álvaro Mesía            | Nigel Davenport       |
| Doña Paula              | Rosario García Ortega |
| Víctor Quintanar        | Adolfo Marsillach     |
| Petra                   | Charo López           |
| Visitación              | Pilar Bardem          |
| Tomás Crespo "Frígilis" | Agustín González      |
| Petronila Rianzares     | María Luisa Ponte     |
| Marquesa                | Maruchi Fresno        |
| Párroco Contracalles    | Antonio Iranzo        |

## Comentaris
El productor Emiliano Piedra perseguia aquest projecte des que li ho va proposar sense èxit a Luis Buñuel i a Orson Welles.
Gonzalo Suárez no semblava pel seu cinema experimental el director més idoni ni Emma Penella per la seva edat l'actriu adequada, no obstant això, la pel·lícula va tenir èxit i va collir excel·lents crítiques.
Penella no tornaria al cinema fins a onze anys després. La sobtada mort de la seva mare va retardar un dia el començament del rodatge i va obligar a passar el paper reservat a la seva germana Terele Pávez a Charo López, que per la seva tasca va rebre el premi del Sindicat Nacional de l'Espectacle.
María Luisa Ponte tornaria a encarnar el mateix personatge en l'adaptació televisiva de Fernando Méndez-Leite Serrano el 1995.

## Premis
Va participar en el 9è Festival Internacional de Cinema de Moscou. Charo López va guanyar el premi a la millor actriu principal als Premis del Sindicat Nacional de l'Espectacle de 1974.